# Пфефенхаузен
Пфефенхаузен (њем. Pfeffenhausen) град је у њемачкој савезној држави Баварска. Једно је од 35 општинских средишта округа Ландсхут. Према процјени из 2010. у граду је живјело 4.777 становника. Посједује регионалну шифру (AGS) 9274172.

## Географски и демографски подаци
Пфефенхаузен се налази у савезној држави Баварска у округу Ландсхут. Град се налази на надморској висини од 436 метара. Површина општине износи 71,8 km². У самом граду је, према процјени из 2010. године, живјело 4.777 становника. Просјечна густина становништва износи 67 становника/km².